# Сверхскопление Павлина — Индейца
Сверхскопление Павлина — Индейца (англ. Pavo–Indus Supercluster) — близкое к Млечному Пути сверхскопление галактик, находящееся на расстоянии около 60—70 Мпк в направлении созвездий Павлина, Индейца и Телескопа. Сверхскопление содержит три крупных скопления галактик: Abell 3656, Abell 3698 и Abell 3742.
Среди других групп и скоплений в составе сверхскопления можно отметить группу NGC 6769 и Abell S805 (группа IC 4765, Павлин II, DRCG 1842-63), а также массивное скопление Наугольника.
В 2014 году отмечалось, что сверхскопление представляет собой часть большего сверхскопления Ланиакея, центром которого является Великий аттрактор. Сверхскопление Девы также представляет собой часть Ланиакеи.

## Структура
Сверхскопление Павлина — Индейца обладает структурами типа стен или волокон, простирающимися на расстояния около 66 Мпк.

## Ближайшие сверхскопления

### Сверхскопление Персея — Рыб
Di Nella H. и коллеги не обнаружили свидетельств соединения между сверхскоплением Павлина — Индейца и сверхскоплением Персея — Рыб. Однако Pomarède и коллеги обнаружили волокнообразную структуру, являющуюся расширением сверхскопления Павлина — Индейца и называемую Аркой, ограничивающей Местный войд в северном полушарии относительно плоскости основных ближайших скоплений; эта Арка соединяет сверхскопление Павлина — Индейца и сверхскопление Персея — Рыб, Арка уменьшается вблизи скопления NGC 7242. Согласно работе Р. Б. Талли и коллег, исследовавших ближайшие области с малой концентрацией галактик, Местный войд ограничивается волокнами Персея — Рыб и Наугольника — Павлина — Индейца, которые разделены вследствие космологического расширения характерным интервалом лучевых скоростей 8500 км/с. Распределение войдов во Вселенной является связанным, существуют связи между Местным войдом и войдами Геркулеса и Скульптора.